# Dahe Glacier
Dahe Glacier är en glaciär i Antarktis. Den ligger i Östantarktis. Nya Zeeland gör anspråk på området. Dahe Glacier ligger 1 059 meter över havet.
Terrängen runt Dahe Glacier är lite bergig. Trakten är obefolkad. Det finns inga samhällen i närheten. 